# Топлинка
Топлинка (рос. Топлинка;) — річка в Росії у Шебекінському й Бєлгородському районах Бєлгородської області. Права притока Сіверського Дінця (басейн Азовського моря).

## Опис
Довжина річки приблизно 14,86 км, найкоротша відстань між витоком і гирлом — 8,65 км, коефіцієнт звивистості річки — 1,72. Формується притокою, безіменними струмками та загатами.

## Розташування
Бере початок на північно-західній околиці села Заборівка. Спочатку тече переважно на північний захід, далі тече переважно на північний схід через село Нікольське і впадає в річку Сіверський Донець, праву притоку Дону.
Населені пункти вздовж берегової смуги: Бочківка.